# Hrvatski košarkaški savez
Hrvatski košarkaški savez (pokrata HKS), krovna je organizacija za košarku u Hrvatskoj. Utemeljen je 19. prosinca 1948. pod nazivom Košarkaški savez Hrvatske.
Početci košarke u Hrvatskoj vezani su uz boravak Amerikanca Williama Weillanda, izaslanika Kršćanske zajednice mladih, koji je 1924. u Zagrebu pokazao novu športsku igru.
Košarkaški savez Hrvatske bio je do tada u sastavu Košarkaškog saveza Jugoslavije, a 17. studenog 1991. postaje samostalni športski savez, pod današnjim imenom.
Članom Medunarodne košarkaške organizacije (FIBA-e) postaje 19. siječnja 1992.
Hrvatski savez osim što upravlja hrvatskom reprezentacijom, još upravlja Favbet Premijer ligom, Premijer ženskom ligom, Prvom muškom ligom, Kupom Krešimira Ćosića i Kupom Ružice Meglaj-Rimac. 
Hrvatski košarkaški savez 27. rujna 2019. godine pokrenuo je televizijski kanal „HKS TV" na kojemu je moguće pratiti sve košarkaške utakmice Favbet Premijer lige, Premijer ženske lige i Prve muške lige uživo.

## Vanjske poveznice
- Službena stranica
- HKS TV